# Capelins (Santo António)
Capelins es una freguesia portuguesa del municipio de Alandroal, con 86,57 km² de extensión y 673 habitantes (2001). Su densidad es de 7,8 hab/km². Tiene el nombre alternativo de Santo António, siendo su nombre oficial Capelins (Santo António).
Situada en el extremo sureste del municipio, la fregresia de Capelins tiene como vecinas las fregresias de Santiago Maior al oeste, Terena (São Pedro) al noroeste y Nossa Senhora da Conceição al norte, los municipios de Mourão al sureste y Reguengos de Monsaraz al sudoeste y España al este.
Es la tercera fregresia del municipio en extensión, y la cuarta en población y densidad demográfica. Hasta el año 1836 perteneció al extinto municipio de Terena. Forman parte desta fregresia los pueblos de Ferreira de Capelins y Montes Juntos.
- Datos: Q1024233
- Multimedia: Capelins (Santo António) / Q1024233